# Skrivna družba
Tajna družba je organizacija ali združenje s konspirativnim ozadjem. Tajne družbe predstavljajo zbirališče različnih skupnih interesov, ki jih lahko motivirajo razsvetljevalni, politični, duhovni, verski, mistični, okultni ali ezoterični cilji. Ker se tajna društva večinoma oblikujejo zaradi konspirativnih razlogov, da bi dosegla svoje cilje, njihovo znanje ni namenjeno javnosti in ga je treba skrivati.

## Pregled
Ključno merilo še danes obstoječih tajnih društev je (morda samo domnevni) obstoj znanja, ki se ga prenaša samo znotraj društva. Tudi dejstvo, da ljudje ne vedo za združenje, je še eden od glavnih predpogojev, da lahko tega umestimo med tajna društva. Že samo vedenje o njegovem obstoju bi pomenilo, da ne more soditi med tajna društva. Tajna društva so obstajala v preteklosti in obstajajo še danes. Če zanje ne vemo, to ne pomeni, da jih je manj! Zastopajo vsebine in cilje, ki nasprotujejo ali se upirajo družbeno-političnim normam določenega časa v določeni državi. V novem veku so mednje spadala revolucionarna, demokratična, socialistična, komunistična in anarhistična združenja. Razglasitev njihovega obstoja bi jih gotovo naredila ranljiva in povzročila neuspeh njihovih tajnih ciljev.
Skozi stoletja so se tajna društva pogosto spremenila v diskretna društva. K tem bi lahko prišteli red rožnega križa in prostozidarje. Njihov obstoj bi lahko opisali kot diskreten, saj se ta društva v glavnem izogibajo pozornosti javnosti, a so v družbi do določene mere znana.

## Tajne družbe in Diskretna društva
Diskretna društva so pogosto redovi z iniciacijskimi pravili in obredi. Ljudje tudi ta društva običajno imenujejo tajna, ker jih širša javnost večinoma ne pozna in soji zato sumljiva. Člani imajo stopnje reda oziroma stopnje iniciacije. Društva so torej strukturirana bodisi hierarhično ali glede na kategorije oziroma stopnje. Določeni nauki se prenašajo samo znotraj 'višjih' oziroma 'notranjih' stopenj. Razlogi za to niso toliko konspirativni, temveč so bolj filozofske narave. Veliko diskretnih društev v 18. stoletju je temeljilo na ideji renesančnega neoplatonizma in postopnega spoznavanja okolja.
Današnja diskretna društva oziroma 'tajna društva' se zgodovinsko običajno sklicujejo na templjarje, prostozidarje, red rožnega križa ali red iluminatov. Obstajajo pa tudi krščanska 'tajna društva', na primer Opus Dei.
Prostozidarstvu ne gre za prenašanje 'tajnega znanja', temveč za razsvetljevanje, samospoznanje, bratstvo in etično rast v varovanem prostoru. Temu primerno se za samospoznanjem kljub temu skriva nekakšna skrivnost o odkrivanju samega sebe, čemur naj bi služili obredi znotraj delovanja Templja. Prava skrivnost prostozidarstva se torej skriva v samem prostozidarju. Prostozidar se z zaobljubo zaveže k molčečnosti glede t. i. razpoznavnih znakov, obredov in zasebnosti ter tudi k splošnim predstavam o moralnosti. Prostozidarji so danes registrirana društva, ki komunicirajo z javnostjo in sploh ne skrivajo organizacijskih struktur, zato jih ne moremo razumeti kot tajna društva.
Organizacije, katerih cilj ni toliko ohranjanje in posredovanje naukov, temveč tajna struktura mreže ljudi z enakimi cilji, je načeloma treba ločevati od tajnih društev, vendar so pri tem zabrisane meje v zvezi s simboliko, predpisano rabo izrazov itd. Takšne organizacije poskušajo čim bolj ohranjati tajnost članstva in pogosto tudi svojega obstoja. Te organizacije segajo od razmeroma nenevarnih, manjših organizacij za vzpostavljanje gospodarskih povezav (s podobno funkcijo kot mnogi golfski klubi), prek organizacij, ki poskušajo namerno vplivati na politiko in gospodarstvo (npr. Skull and Bones), do kriminalnih organizacij, kot je Propaganda Due. Na tej skrajni točki je zabrisana meja s terorističnimi skupinami.

## Današnja tajne družbe in povezava z religijo
Znani 'tajni društvi' iz preteklosti in sedanjosti sta na primer Ordo Templi Orientis (OTO) in Golden Dawn.
Ko obravnavamo OTO in Golden Dawn skupaj z vsemi podskupinicami, ugotovimo, da je prehod med religijami, sektami in novimi religijami zabrisan. Zato so se prvi pripadniki reda rožnega križa zagotovo še imeli za dobre kristjane. Golden Dawn, ki se je skliceval na red rožnega križa, je bil že veliko bolj sektaški. Ordo Templi Orientis, ki je nastal v začetku 20. stoletja je bil sprva grajen po modelu klasičnega Evropskega Prostozidarstva, pod kasnejšim vodstvom Aleister Crowleya pa je bil reorganiziran kot Red, ki je prvi sprejel Zakon Theleme. Scientologija, katere ustanovitelj je kratek čas preživel tudi v družbi OTO člana Jacka Parsonsa je vsaj v ZDA že dosegla status precej pomembne religije, neodvisne od krščanstva.